# Jag gick mig ut en afton
Jag gick mig ut en afton är en folkvisa som används vid dans kring såväl midsommarstång som julgran. Den finns även med text på tyska, Ich ging einmal spazieren.[källa behövs]

## Inspelningar
En tidig inspelning gjordes av Nils Grevillius med hans orkester i Stockholm den 3 september 1929 och utkom på skiva till jul samma år. Sången finns också inspelad med Glenmarks på julalbumet Jul a la carte 1974., samt med Anita Lindbom på julalbumet Jul med tradition 1975.
Lill Lindfors har spelade in sången med text på svenska på sitt julalbum En Lillsk jul från 1991.

### Fotnoter
1. ↑  ”Svensk mediedatabas”. http://smdb.kb.se/catalog/id/000076991. Läst 19 maj 2011.
2. ↑  ”Svensk mediedatabas”. http://smdb.kb.se/catalog/id/002033440. Läst 19 maj 2011.
3. ↑  ”Svensk mediedatabas”. http://smdb.kb.se/catalog/id/001887301. Läst 19 maj 2011.
4. ↑  Information i Svensk mediedatabas.